# ADAC
ADAC (Allgemeiner deutscher Automobilclub, Všeobecný německý autoklub) je hlavní organizace německých motoristů se sídlem v Mnichově. Zkratka se správně vyslovuje "á-dé-á-cé", nikoli "adak" či "edek". Jeho posláním je „chránit zájmy motoristů, podporovat motoristický sport a turistiku“, jeho původní a nejznámější služba je pomoc při nehodách včetně vrtulníkové záchranné služby. Kromě toho vydává mapy a plány a provozuje řadu středisek pro bezpečnou jízdu. Se svými 19,6 miliony členů (2017) je to největší motoristická organizace v Evropě a po americké AAA druhá na světě. Byl založen roku 1903 a má asi 1760 místních sdružení.

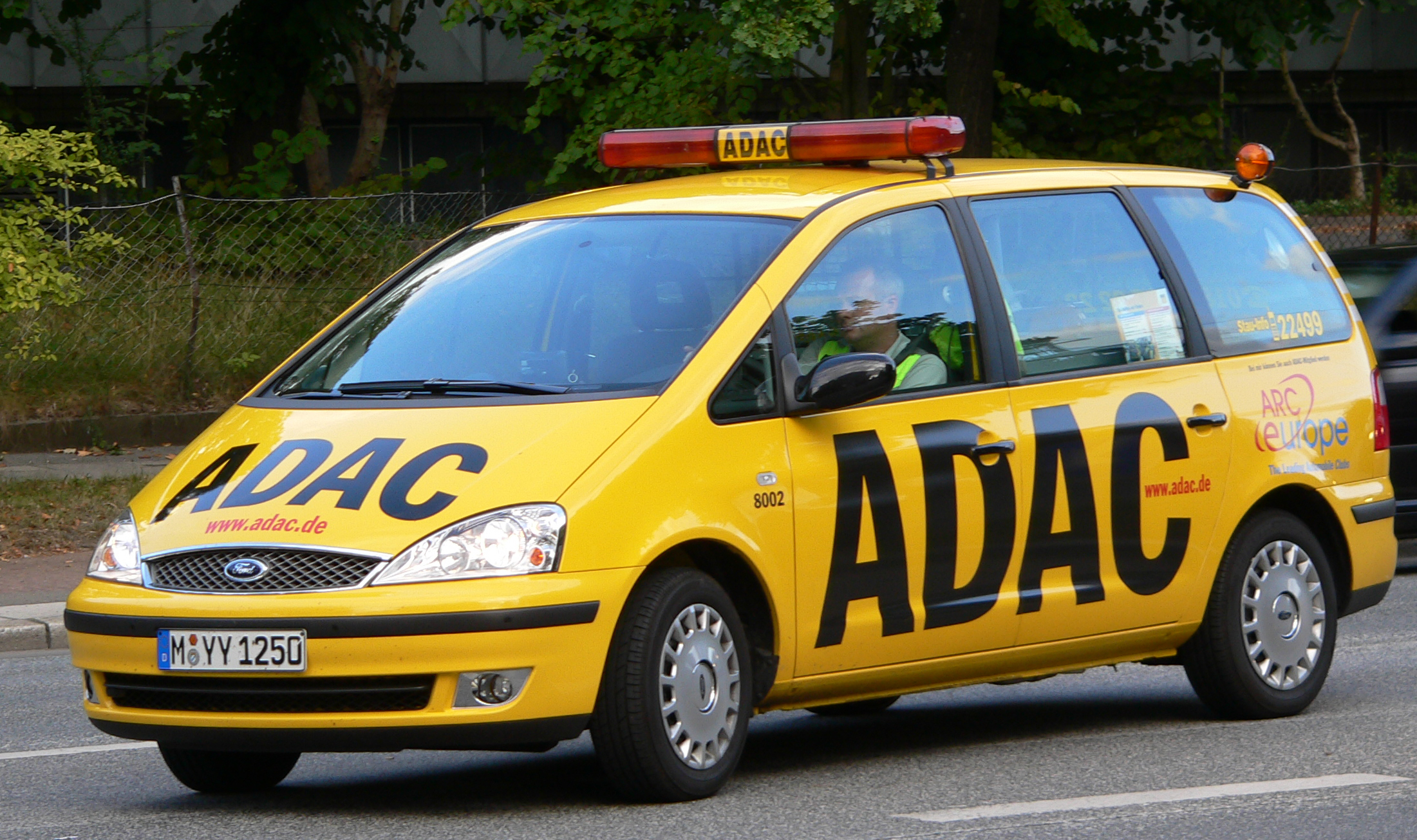
Zásahový vůz „žlutý anděl“

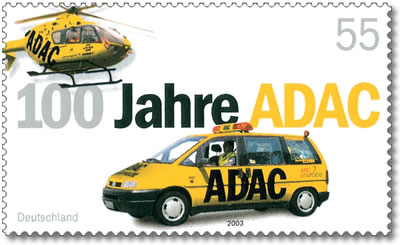
Pamětní známka ke stému výročí založení

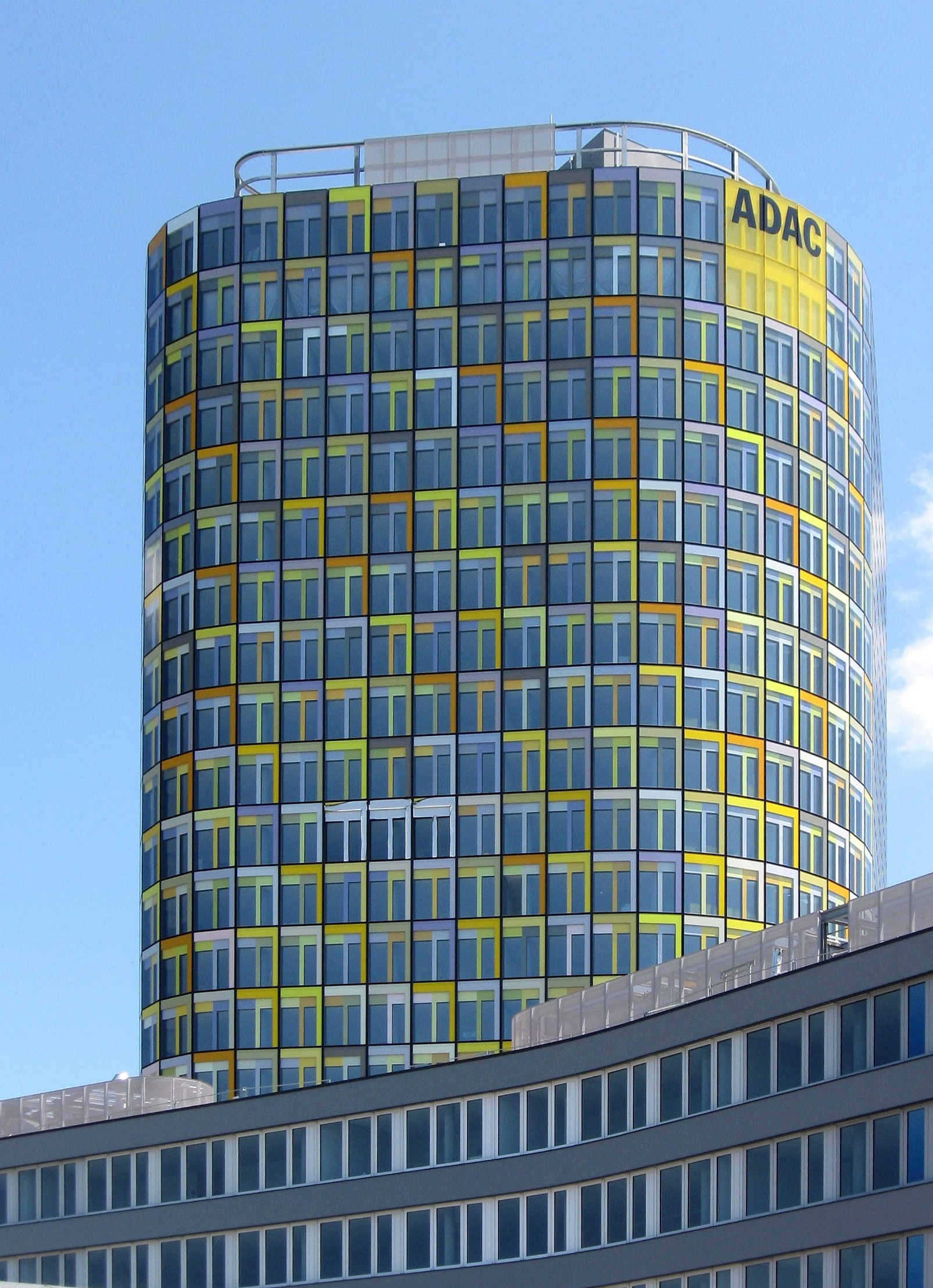
Ústředí v Mnichově (2011)

## Přidružené společnosti
Prostřednictvím mnoha dceřiných a přidružených společností provozuje ADAC nejrůznější činnosti, od pomoci při nehodách přes dopravní a finanční služby, pojištění, služby cestovní společnosti a mnoho dalších. Celkový obrat jejich hospodářské činnosti činil v roce 2016 1,18 miliardy EUR.
Asi 1700 zásahových vozů („Žlutí andělé“), zčásti s opravářským i zdravotnickým vybavením, se pohybuje po německých dálnicích a silnicích a v roce 2015 provedly téměř 4 miliony zásahů; v 85 % případů mohly závadu na místě odstranit. Informační služba ohledně dopravních informací podává ročně přes 2 miliony informací. Vrtulníková záchranná služba provozuje 55 vrtulníků ve 39 střediscích po celém Německu a v roce 2015 provedla asi 54 tisíc zásahů. Spolkový časopis ADAC Motorwelt vychází v nákladu téměř 14 milionů výtisků.